# ان‌جی‌سی ۳۱۰

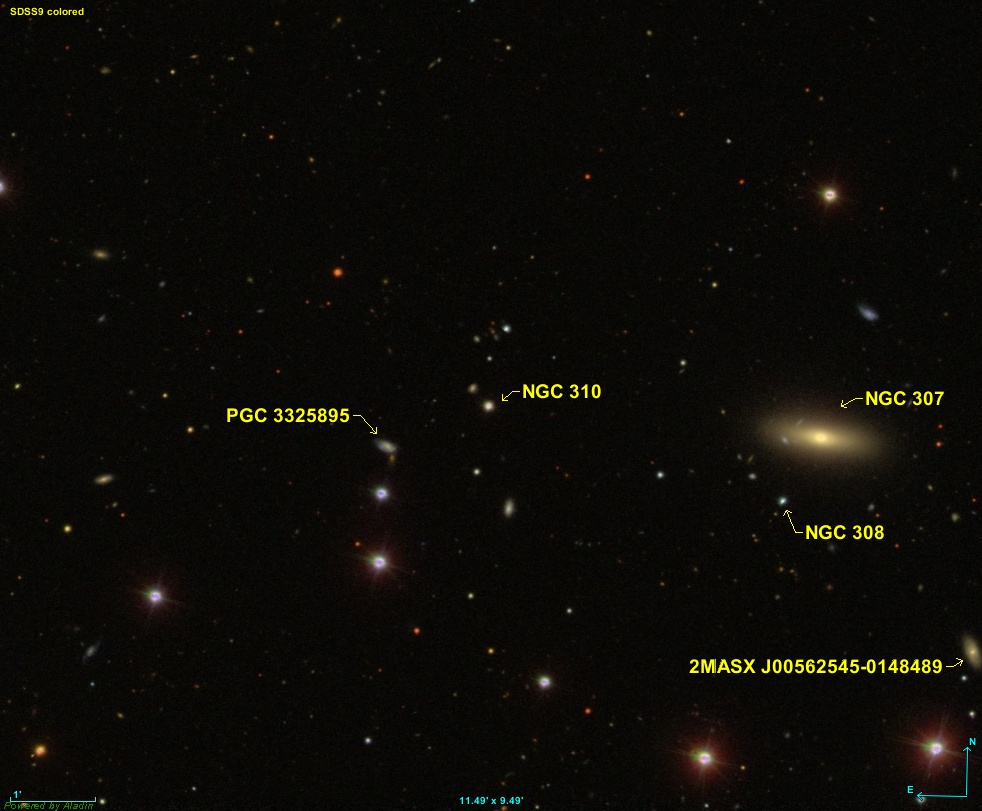
نمایی از محل قرارگیری کهکشان ان‌جی‌سی ۳۱۰ در منظومهٔ خورشیدی – ۲۰۱۶

ان‌جی‌سی ۳۱۰ (انگلیسی: NGC 310) نام یک کهکشان است.